# イングリッシュ・シヴィル・ウォー
「イングリッシュ・シヴィル・ウォー（英国内乱）」 (English Civil War) はザ・クラッシュのセカンドアルバム『動乱』の収録曲で、シングルとしてもリリースされた。
南北戦争時の歌、「ジョニーが凱旋するとき (When Johnny Comes Marching Home)」を元に作られた。この曲はアイルランド生まれ、マサチューセッツで合衆国側にいたパトリック・ギルモアが作った物で、これ自体もアイルランドの反戦歌「あのジョニーはもういない (Johnny I Hardly Knew Ye)」を元に作られた物である。南北戦争の歌は、戦争の両陣営から支持を受けた。
この曲を学校で学んでいたジョー・ストラマーは、この現代版を作ろうとバンドに持ちかけた。バンドメンバーは1970年代中盤のイギリス国民戦線のような極右勢力の台頭を、イギリスの未来への切迫した危険な予兆と感じていた。
曲はこのようなイギリスの政治状況を描いたものであり、制服を着た不吉なものに対する警告である。『ロック・アゲンスト・レイシズム』のライヴでこの曲を演奏した直後、ストラマーは「レコード・ミラー」誌に語っている：
戦争はそこの街角まで来ている。ジョニーの凱旋も遠くはない。だから、彼はバスか地下鉄で帰って来るんだ。
ジャケットデザインはジョージ・オーウェルの「動物農場」をジョン・ハラスが1954年にアニメーション化した作品中の1コマである。
全英シングルチャートで最高25位になった。
クラッシュヴァージョンは、オリジナルとは大きく歌詞が異なっている。

## 順位
| チャート                     | 最高順位 | 日付      |
| ---------------------------- | -------- | --------- |
| 全英シングルチャート         | 25       |           |
| アイルランドシングルチャート | 29       | 1979年3月 |